# Сан-Жуан-да-Пешкейра
Сан-Жуан-да-Пешкейра (порт. São João da Pesqueira; [sɐ̃ũ ʒu'ɐ̃ũ dɐ pɨʃ'kɐiɾɐ]) — город в Португалии, центр одноимённого муниципалитета в составе округа Визеу. По старому административному делению входил в провинцию Траз-уж-Монтиш и Алту-Дору. Входит в экономико-статистический субрегион Доуру, который входит в Северный регион. Численность населения — 2 тыс. жителей (посёлок), 8,6 тыс. жителей (муниципалитет)а на 2001 год. Занимает площадь 267,56 км².
Покровителем посёлка считается Иоанн Креститель (порт. São João; [ ]). Праздник посёлка — 24 июня.

## Расположение
Посёлок расположен в 69 км на северо-восток от адм. центра округа города Визеу.
Муниципалитет граничит:
- на севере — муниципалитет Алижо
- на северо-востоке — муниципалитет Карразеда-де-Ансьянш
- на востоке — муниципалитет Вила-Нова-де-Фош-Коа
- на юго-востоке — муниципалитет Пенедону
- на юге — муниципалитет Сернанселье
- на западе — муниципалитет Табуасу
- на северо-западе — муниципалитет Саброза

## История
Посёлок основан в 1055 году.

## Население
| Численность населения муниципалитета по годам | Численность населения муниципалитета по годам | Численность населения муниципалитета по годам | Численность населения муниципалитета по годам | Численность населения муниципалитета по годам | Численность населения муниципалитета по годам | Численность населения муниципалитета по годам | Численность населения муниципалитета по годам | Численность населения муниципалитета по годам |
| --------------------------------------------- | --------------------------------------------- | --------------------------------------------- | --------------------------------------------- | --------------------------------------------- | --------------------------------------------- | --------------------------------------------- | --------------------------------------------- | --------------------------------------------- |
| 1801                                          | 1849                                          | 1900                                          | 1930                                          | 1960                                          | 1981                                          | 1991                                          | 2001                                          | 2004                                          |
| 3203                                          | 5734                                          | 12 505                                        | 12 764                                        | 15 124                                        | 10 219                                        | 9581                                          | 8653                                          | 8367                                          |

## Состав муниципалитета
В муниципалитет входят следующие районы:
1. Каштаньейру-ду-Сул
2. Эрведоза-ду-Дору
3. Эшпиньоза
4. Нагозелу-ду-Дору
5. Паредеш-да-Бейра
6. Перейруш
7. Риудадеш
8. Сотелу-ду-Дору
9. Сан-Жуан-да-Пешкейра
10. Тревойнш
11. Вале-де-Фигейра
12. Валонгу-душ-Азейтеш
13. Вилароку
14. Варзеа-де-Тревойнш